# Petite-Côte (Senegal)
Petite-Côte (fra. Mala obala) je dio senegalske obale. Nalazi se južno od Dakara, između presque-islea Zelenog rta i delte Sine-Salouma. 
U sjevernom dijelu blizu Dakara su popularna ljetovališta kao Saly Portudal, Rufisque, Nianing i Popenguine. Na ovoj su obali i grad M'Bour te ribarska sela Toubab Dialao, Joal-Fadiouth, Palmarin i Djiffer.
Obala je tako nazvana prema odnosu na Grande-Côte, dijelu obale koji se nalazi sjeverno od glavnog grada i proteže se od Dakara do Saint-Louisa.

## Zemljopis
Zbog toga što ju štiti presque-isle, ova je obala vrlo ugodne klime.

## Stanovništvo
Stanovnici ovog kraja su narodi Leboui i Sereri. U ovoj većinski muslimanskoj državi, ovdje se može naći katoličke zajednice (crkve, misije).

## Vanjske poveznice
- (fr.) Portail de la Petite cote Senégalaise petitecote.net  Arhivirana inačica izvorne stranice od 5. kolovoza 2016. (Wayback Machine)
- (fr.) La Petite-Côte sur Kassoumay  Arhivirana inačica izvorne stranice od 19. ožujka 2007. (Wayback Machine)